# Der Blatt
Der Blatt (en ídix דער בּלאַט, El full) és un setmanari en ídix publicat a la ciutat de Nova York per la comunitat hassídica de Satmar. Té una tirada de 20.000 exemplars a la setmana.

## Història
Der Blatt fou fundat l'any 2000 a resultes de la lluita per la successió en la dinastia de Satmar. Abans la comunitat publicava el periòdic "Der Yid". En la lluita per la successió, Der Yid passà sota control dels seguidors del rabí Zalman Teitelbaum, de manera que els seguidors del seu rival, el rabí Aaron Teitelbaum, es quedaren sense cap mitjà de comunicació que servís de plataforma per a la seva causa, i aleshores crearen un periòdic nou. Per tant, Der Blatt té un estil molt semblant al de Der Yid, és a dir, que s'adhereix a l'estricta interpretació de la tzniut (la regla de vestimenta femenina del judaisme ortodox) que prohibeix mostrar fotografies de dones a les seves pàgines, i també promou l'antisionisme dels Satmar, si bé ara defensa el rabí Aaron com a legítim successor del rebe anterior.